# 1902 în literatură
- 1901 în literatură — 1902 în literatură — 1903 în literatură

Anul 1902 în literatură a implicat o serie de noi cărți semnificative.

## Evenimente
- aprilie - Mark Twain cumpără o casă în Terrytown, New York.
- 4 iunie - Mark Twain primește un doctorat onorific pentru literatură de la Universitatea din Missouri.
- iunie - Bertrand Russell îi scrie lui Gottlob Frege, informându-l de problema care va deveni cunoscută sub numele de paradoxul lui Russell.

## Cărți noi
- L. Frank Baum - The Life and Adventures of Santa Claus
- Arnold Bennett - Anna of the Five Towns
- Arnold Bennett - The Grand Babylon Hotel
- Rhoda Broughton - Lavinia
- Joseph Conrad - Heart of Darkness
- Marie Corelli - Temporal Power: A Study in Supremacy
- Arthur Conan Doyle - The Hound of the Baskervilles
- Paul Laurence Dunbar - The Sport of the Gods
- Hamlin Garland - The Captain of the Gray-Horse Troop
- André Gide - L'immoraliste
- Ellen Glasgow - The Battle-Ground
- Theodor Herzl - The Old New Land
- Violet Jacob - The Sheepstealers
- Henry James - The Wings of the Dove
- Alfred Jarry - Supermaschio
- Mary Johnston - Audrey
- Rudyard Kipling - Just So Stories
- Jack London - A Daughter of the Snows
- George Barr McCutcheon - Brewster's Millions
- Charles Major - Dorothy Vernon of Haddon Hall
- W. Somerset Maugham - Mrs Craddock
- Dmitri Merejkovski - The Romance of Leonardo da Vinci
- Arthur Morrison - The Hole in the Wall
- E. Nesbit - Five Children and It
- Luigi Pirandello - Il Turno
- Beatrix Potter - The Tale of Peter Rabbit
- Jules Verne - Les Frères Kip
- Edith Wharton - The Valley of Decision
- Owen Wister - The Virginian

## Teatru
- J. M. Barrie - The Admirable Crichton
- Maxim Gorky - The Lower Depths
- Maurice Maeterlinck - Monna Vanna
- William Butler Yeats - Cathleen Ní Houlihan
- Frank Wedekind - King Nicolo

## Poezie
- Edwin James Brady - The Earthen Floor

## Non-ficțiune
- Hilaire Belloc - The Path to Rome.
- Michael Fairless - The Roadmender
- William James - The Varieties of Religious Experience.
- Bertrand Russell - A Free Man's Worship.
- John A. Hobson - Imperialism (Hobson).

## Nașteri
- 5 ianuarie: Stella Gibbons, romancier (d. 1989)
- 20 ianuarie: Nazim Hikmet, liric și dramaturg (d. 1963)
- 1 februarie: Langston Hughes, poet și romancier (d. 1967)
- 10 februarie: Anton Holban, scriitor român (d. 1937)
- 19 februarie: Kay Boyle, scriitor, educator, activist politic (d. 1992)
- 27 februarie: John Steinbeck, scriitor american, laureat al Premiului Nobel (d. 1968)
- 10 martie: Stefan Inglot, istoric polonez (d. 1994)
- 25 martie: George Lesnea, poet român (d. 1979)
- 29 martie: Marcel Aymé, autor rancez (d. 1967)
- 6 aprilie: Julien Torma, poet și dramaturg (d. 1933)
- 9 aprilie: Lord David Cecil, critic literar englez și biograf (d. 1986)
- 23 aprilie: Halldór Laxness, scriitor islandez, laureat al Premiului Nobel (d. 1998)
- 28 aprilie: Johan Borgen, scriitor, jurnalist și critic literar norvegian (d. 1979)
- 23 mai: Vladimir Streinu, critic literar român (d. 1970)
- 7 iulie: Șerban Cioculescu, critic literar român (d. 1988)
- 10 iulie: Nicolás Guillén, poet afro-cubanez (d. 1989)
- 28 iulie: Karl Popper, filosof austriac (d. 1994)
- 8 august: Sașa Pană, scriitor român (d. 1981)
- 15 august: Katharine Brush, scriitor de proză scurtă (d. 1952)
- 16 august: Georgette Heyer, romancier britanic (d. 1974)
- 19 august: Ogden Nash, poet american (d. 1971)
- 5 octombrie: Zaharia Stancu, scriitor român (d. 1974)
- 6 octombrie: Petre Țuțea, eseist român (d. 1991)
- 13 octombrie: Arna Bontemps, poet (d. 1973)
- 26 octombrie: Beryl Markham, memorialist (d. 1986)
- 31 octombrie: Carlos Drummond de Andrade, poet brazilian (d. 1987)
- 2 noiembrie: Gyula Illyés, autor maghiar (d. 1983)
- 29 noiembrie: Carlo Levi, scriitor italian (d. 1975)
- 16 decembrie: Rafael Alberti, scriitor spaniol (d. 1999)

## Decese
- 7 ianuarie: Wilhelm Hertz

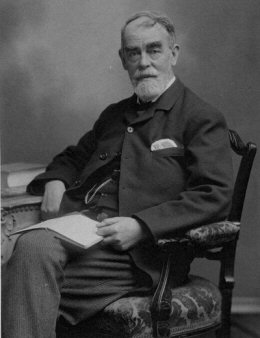
Samuel Butler

- 20 aprilie: Frank R. Stockton, scriitor și umorist
- 6 mai: Bret Harte, autor, poet
- 10 iunie: Jacint Verdaguer, poet catalan
- 18 iunie: Samuel Butler, romancier, (n. 1835)
- 11 septembrie: Ernst Dümmler, istoric
- 29 septembrie: Émile Zola, autor francez (n. 1840)
- 29 septembrie: William Topaz McGonagall, poet
- 7 octombrie: George Rawlinson, istoric
- 13 octombrie: John George Bourinot-fiul, istoric canadian
- 25 octombrie: Frank Norris, romancier
- 16 noiembrie: G. A. Henty, romancier

## Premii
- Premiul Nobel pentru Literatură: Theodor Mommsen